# It Wasn't Me
"It Wasn't Me" é uma canção de reggae/hip hop do cantor jamaicano Shaggy, foi lançada em 2000, com participação de Ricardo RikRok Ducent. Foi lançada como segundo single do álbum Hot Shot, e alcançou o topo das paradas em vários países do mundo, incluindo a Billboard Hot 100. It Wasn't Me foi certificada platina pelo BPI.

## Plano de fundo
Não se pretendia originalmente lançar a canção como um single. A MCA Records queria "Dance and Shout" para ser o primeiro single do álbum Hot Shot e não ofereceu outras faixas para os produtores. No entanto, o número de pedidos foi grande, o que levou à gravadora a lançar a canção como o segundo single do álbum.
As letras mostram um homem (RikRok) perguntando ao seu amigo (Shaggy) o que fazer após sua namorada o encontrar com outra mulher. O conselho de Shaggy é negar tudo com a frase "It wasn't me" ("Não era eu"), apesar de todas as evidências mostrando o contrário.
Existem duas versões da canção e do videoclipe: a versão para rádio e televisão substitui "Picture this; we were both butt-naked banging on the bathroom floor" (Imagine isto; estavamos completamente nus "fazendo uma" no chão do banheiro") por "Picture this; we were both caught making love on the bathroom floor" ("imagine isto, fomos pegos fazendo amor no chão do banheiro").

## Desempenho nas paradas
"It Wasn't Me" foi a primeira canção de Shaggy a alcançar o topo da Billboard Hot 100. Seu single sucessor, Angel, também ocupou o topo das parada americana. "It Wasn't Me" também ocupou o primeiro lugar na UK Singles Chart em março de 2001, e da Australian ARIA singles chart no mês seguinte.

## Lista de faixas
CD single
1. "It Wasn't Me" (edição rádio) — 3:43
2. "It Wasn't Me" (vocal 12" mix) — 3:49

## Certificações
| País          | Certificação | Data                | Vendas certificadas |
| ------------- | ------------ | ------------------- | ------------------- |
| Alemanha      | Ouro         | 2001                | 150,000             |
| Austrália     | 3x Platina   | 2001                | 210,000             |
| Áustria       | Ouro         | 26 de julho de 2001 | 15,000              |
| França        | Platina      | 20 de junho de 2001 | 500,000             |
| Noruega       | Platina      | 2004                | 10,000              |
| Países Baixos | Platina      | 2001                | 60,000              |
| Reino Unido   | Platina      | 2 de março de 2001  | 600,000             |
| Suíça         | Ouro         | 2001                | 20,000              |

## Paradas
| Gráfico (2000-2001)                    | Melhor posição |
| -------------------------------------- | -------------- |
| Media Control Charts                   | 4              |
| ARIA Charts                            | 1              |
| Áustria                                | 3              |
| Ultratop 50 (Flanders)                 | 1              |
| Ultratop (Valônia)                     | 2              |
| Dinamarca                              | 2              |
| Billboard Hot 100                      | 1              |
| Billboard Rhythmic Top 40              | 1              |
| Billboard Top 40 Mainstream            | 2              |
| Billboard Hot Canadian Digital Singles | 18             |
| ARC Weekly Top 40                      | 1              |
| Finlândia                              | 11             |
| SNEP                                   | 1              |
| Irlanda                                | 1              |
| FIMI                                   | 2              |
| RIANZ                                  | 6              |
| Noruega                                | 2              |
| Países Baixos                          | 1              |
| UK Singles Chart                       | 1              |
| UK Singles Chart 1                     | 31             |
| Singapura                              | 1              |
| Suécia                                 | 2              |
| Suíça                                  | 2              |
| Turquia                                | 1              |

| Gráfico de final de ano (2001) | Posição |
| ------------------------------ | ------- |
| Austrália                      | 2       |
| Áustria                        | 25      |
| Bélgica (Flanders)             | 6       |
| Bélgica (Valônia)              | 6       |
| França                         | 7       |
| Irlanda                        | 2       |
| Suíça                          | 17      |